# Marie-Madeleine de Vignerot de Pontcourlay
Pour les articles homonymes, voir Aiguillon.
Pour les autres titulaires du duché, voir Liste des ducs d'Aiguillon.
Marie-Madeleine de Vignerot de Pontcourlay, née en 1604 à Glénay et morte en 1675 à Paris, 2e duchesse d'Aiguillon, est une salonnière française, et dame d'atours de la reine Marie de Médicis.
Par son mariage avec Antoine de Beauvoir du Roure de Grimoard, en 1620, elle devient marquise de Combalet et dame de Bonnevaux, puis duchesse d'Aiguillon (en titre) à partir de 1638.
Elle est la nièce du cardinal de Richelieu par sa mère.

## Biographie
Fille de René de Vignerot de Pontcourlay et de Françoise du Plessis de Richelieu (sœur du cardinal de Richelieu), elle passe son enfance au château de Glénay jusqu'au décès de sa mère en 1615 et est ensuite élevée par sa grand-mère au château de Richelieu.
En 1620, alors âgée de 16 ans, elle est mariée à Antoine de Beauvoir du Roure de Grimoard, marquis de Combalet et seigneur de Bonnevaux, neveu du connétable-duc de Luynes par sa mère Marie d'Albert de Luynes.                                    
Elle conçoit rapidement une telle aversion pour son époux que, lorsqu'il est tué en 1622 au siège de Montpellier, au cours de la première des rébellions huguenotes, elle fait vœu de ne jamais se remarier et de se faire carmélite, de peur que, par quelque raison d’État, on ne la sacrifie encore. Elle est dame d'atours de Marie de Médicis. 
Gédéon Tallemant des Réaux lui consacre l’une de ses Historiettes où il dépeint, entre autres, son avarice, sa dévotion outrée, sa relation ambiguë avec le cardinal de Richelieu :  
« on a fort médit de son oncle et d'elle ; il aimait les femmes et craignait le scandale. Sa nièce était belle, et on ne pouvait trouver étrange qu'il vécût familièrement avec elle. Effectivement elle en usait peu modestement ; car, à cause qu'il aimait les bouquets, elle en avait toujours, et elle l'allait voir la gorge découverte »
En 1632, Marie de Médicis a projeté de faire enlever Mme d'Aiguillon au cours d'une promenade à Vincennes et de la mener en Flandres où la reine mère est réfugiée. Il s'agit de faire pression sur le cardinal de Richelieu pour empêcher l'exécution du duc de Montmorency.
En 1637, Pierre Corneille lui dédie Le Cid, en hommage à la protection qu'elle lui apporte lors de la querelle du Cid.
En 1638, après avoir échoué dans plusieurs projets de mariage avec les premières maisons de France, le cardinal achète le duché d’Aiguillon pour sa nièce. On lui prête une relation avec son intendante et secrétaire, madame de Vigean, qui vit avec elle jusqu'à la fin de sa vie, ce qui lui vaut d'être moquée dans des satires qui circulent à la cour,.
En 1641, elle est dédicataire d'une étude sur le système décimal publié par la mathématicienne Marie Crous.

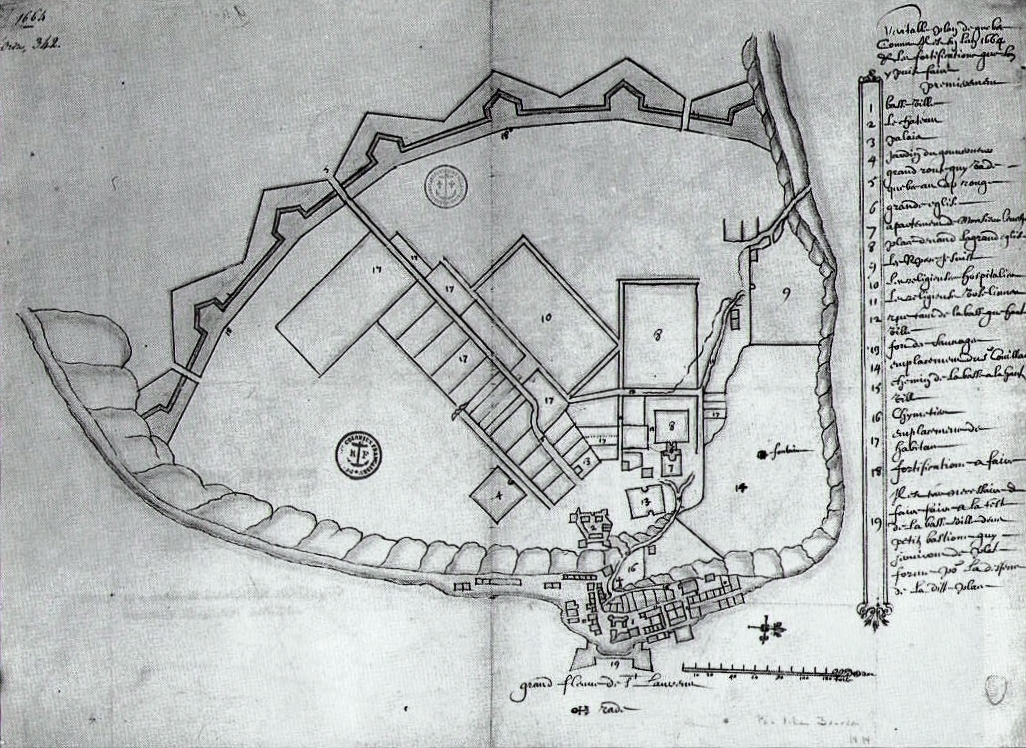
Plan de Québec avec l'hôpital des Augustines (10), plan de Jean Bourdon, 1664.

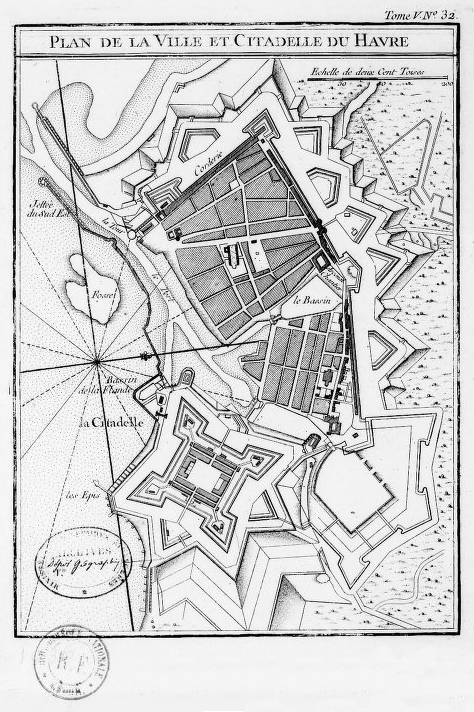
Ville du Havre avec la citadelle construite par Richelieu, plan de Jacques-Nicolas Bellin, 1764.

En 1642, après la mort du cardinal, il déclare qu' «elle est la personne du monde qu'il a le plus aimée". 
Elle hérite d’une partie de ses biens, entre autres, le château du Val de Ruel et le Petit Luxembourg et emploie presque toute sa fortune à soulager les pauvres et à fonder des établissements de charité. 
Son petit-neveu Armand-Jean de Vignerot du Plessis est gouverneur du Havre, mais, en raison de son âge, il est placé sous sa tutelle de 1629 à 1646, avant de lui succéder. Nommée gouverneure à vie en 1653, elle démissionne en 1661. 
Elle soutient activement la fondation des Missions étrangères de Paris, à travers des démarches auprès du roi et de Rome. Elle finance la fondation de l'Hôtel-Dieu de Québec, le premier hôpital de la Nouvelle-France, ouvert en 1639 par la congrégation des Augustines de la Miséricorde de Jésus.
Jean-Louis Guez de Balzac qui la déteste, notamment pour son avarice, la surnomme, dans une lettre de 1644,  « la princesse au teint de safran ».En 1675, à la suite de son décès, son oraison funèbre est prononcée par Jacques-Charles de Brisacier, dans la Chapelle des Missions Etrangères de Paris, puis elle est inhumée au couvent des Carmélites du faubourg Saint-Jacques, sans grandes pompes.
Guy Breton, dans ses Histoires d'amour de l'Histoire de France indique:
« Au dire de Tallemant des Réaux, son mari, qui passait pour être le mieux fourni de la Cour, n'avait pas été capable de lui faire quitter l'état de demoiselle. Le poète Dulot s'était d'ailleurs amusé à démontrer, au moyen du jeu de l'anagramme, alors très en vogue, que le destin navrant de Mme de Combalet était écrit dans son nom de jeune fille. Avec Marie de Vignerot, il avait fait: Vierge de ton mari. Déçue par le mariage, elle avait pensé à entrer en religion. S'en étant ouverte à son oncle celui-ci lui aurait dit: " Votre place n'est pas au couvent, mon enfant, elle est près de moi". Le cardinal, qui avait au plus haut point l'esprit de famille, devint son amant. De cette liaison, qui dura jusqu'à la mort du Premier ministre, naquirent deux enfants »
En 2004, Françoise Hildesheimer écrit :
« Les contemporains la décrivent comme cachant sous le masque de la modestie et de la dévotion son ambition inassouvie, à laquelle les projets matrimoniaux les plus brillants ou les plus fous élaborés par son oncle [...] ne donneront jamais satisfaction. Ajoutons à ce portrait une touche de préciosité -la dame est un des piliers de l'hôtel de Rambouillet-, qui habille cocassement sa fierté et son habileté manœuvrière de discours patelins et affectés... ».

## Titres
- Décembre 1604 - 1620 : Mademoiselle de Pontcourlay.
- 1620 - 1622 : Madame la marquise de Combalet et dame de Bonnevaux.
- 1622 - 1638 : Madame la marquise douairière de Combalet.
- 1638 - 17 avril 1675 : Madame la duchesse d'Aiguillon et marquise douairière de Combalet.

## Hommages
La rue D'Aiguillon a été nommée en son honneur en 1792 dans la ville de Québec. 

### Articles liés
- Château de Bois-le-Vicomte
- Histoire du système de santé au Québec